# 6月1日 (旧暦)
旧暦6月1日（きゅうれきろくがつついたち）は旧暦6月の1日目である。六曜は赤口である。

## できごと
- 治承元年（ユリウス暦1177年6月28日） - 鹿ケ谷の陰謀。後白河法皇とその側近である藤原成親、俊寛らが平家打倒のため謀議。しかし密告により発覚し、一味は逮捕された。

## 誕生日
- 天元3年（ユリウス暦980年7月15日） - 一条天皇、66代天皇（+ 1011年）
- 天保6年（グレゴリオ暦1835年6月26日） - 三島通庸、官僚（+ 1888年）
- 慶応3年（グレゴリオ暦1867年7月2日） - 賀陽宮邦憲王、皇族（+ 1909年）

## 忌日
- 天正2年（ユリウス暦1574年6月19日） - 里見義堯、戦国武将（* 1507年）
- 享和元年（グレゴリオ暦1801年7月11日） - 本間光丘、出羽酒田の豪商（* 1732年）
- 天保8年（グレゴリオ暦1837年7月3日） - 生田万、国学者（* 1801年）
- （グレゴリオ暦1864年7月4日） - 洪秀全、太平天国の最高指導者（* 1813年）

## 記念日・年中行事
- 衣替え